# JuK
JuK est un lecteur audio libre. Depuis la sortie de la version 3.2 de KDE, il en fait partie intégrante au sein du package kdemultimedia. Il supporte les formats audio MP3, Ogg Vorbis et FLAC.

## Histoire
JuK a été commencé par Scott Wheeler en 2000 et était originellement appelé QTagger.
En 2002, l'application a été introduite dans le CVS de KDE et a fortement évolué. Elle a été officiellement intégrée dans la version 3.2 de KDE.

## Fonctions
Juk n'est pas qu'un simple lecteur de musique, il remplit également les fonctions de jukebox et permet la gestion de fichiers musicaux. Ses principales fonctions sont les suivantes :
- collection et gestion de listes de lecture de plusieurs utilisateurs
- recherche et importation automatique de listes de lecture (fichiers .m3u) et de fichiers musicaux
- recherche automatique des listes de lectures et mises à jour de celle-ci
- vue sous forme d'arborescence de listes de lectures générées en fonction des albums, artistes et genres
- historique permettant de savoir quels ont été les fichiers lus et quand il l'ont été
- capacité d'extraire les informations sur la musique (nom du chanteur, titre, album, etc.) en fonction de la structure du nom des fichiers, ou par la consultation en ligne de MusicBrainz
- renomme les fichiers selon leurs marques (tags)
- lecture et édition des marques ID3 (version 1 et 2) et Ogg Vorbis grâce à TagLib
- utilise le moteur audio aRts ou optionnellement GStreamer

Il est souvent considéré comme une version plus légère en fonctions par rapport à l'autre principal lecteur audio pour KDE, Amarok.